# Twist and Shout
«Twist and Shout» es una canción compuesta por Phil Medley y Bert Russell. Fue titulada originalmente como «Shake It Up, Baby», y grabada originalmente por The Top Notes; luego fue versionada y conocida mundialmente por The Isley Brothers y The Beatles.
La versión más conocida es la grabada por The Beatles, con John Lennon en la voz principal, y que se incluyó en su primer álbum Please Please Me. La canción fue también interpretada por The Mamas & the Papas, en su álbum Deliver (1967), y por The Tremeloes. Más adelante, la versión de Chaka Demus and Pliers alcanzó en enero de 1994 el primer puesto en las listas del Reino Unido.

## Producción
En 1961, un año después de que Phil Spector se convirtiera en parte del equipo de productores de Atlantic Records, se le preguntó si podía producir un sencillo para un prometedor grupo vocal llamados los Top Notes (a veces llamados también «Topnotes»): «Shake It Up, Baby». Esto sucedió antes de que Spector perfeccionara su técnica conocida como Wall of Sound, por lo que la grabación careció de la energía demostrada por el grupo en sus actuaciones en directo. Cuando el compositor Bert Berns escuchó la mezcla final, le dijo a Spector que había arruinado la canción y predijo poco éxito para el sencillo.

## Versiones

### Versión de The Isley Brothers
Cuando los Isley Brothers decidieron grabar la canción en 1962, Berns optó por producirla él mismo y demostrarle así a Spector cuál era el sonido que él quería en la grabación. La canción se convirtió en la primera del trío en llegar al Top 20 en el Billboard Hot 100.
La versión de los Isley Brothers, con Ronald Isley en la voz principal, fue la primera grabación de mayor éxito de la canción, alcanzando el puesto número 17 en el top 40 del Billboard Hot 100 y el número 2 en la lista de R&B estadounidense, siendo frecuentemente versionada en los comienzos de los años 60. Según Ronald, la canción iba a ser la cara B de «Make It Easy on Yourself», compuesta por el artista Burt Bacharach y que había sido un éxito para el cantante Jerry Butler. Cuando el grupo la grabó, los hermanos no pensaron que la canción podría tener repercusión, ya que no habían tenido un éxito desde hacía tres años, cuando grabaron «Shout». Para su sorpresa, ocurrió exactamente lo contrario.

### Versión de The Beatles
«Twist and Shout» es una versión hecha por la banda The Beatles de la canción homónima de 1961 grabada por el grupo Top Notes. La versión fue incluida en su primer álbum, Please Please Me, y fue publicada como sencillo en los Estados Unidos el 2 de marzo de 1964.

#### Grabación
La sesión de grabación para este álbum fue la primera del grupo, con la notable particularidad de haber grabado diez canciones en sólo diez horas. «Twist and Shout» fue la última canción grabada; el productor George Martin sabía que la voz de John Lennon se vería afectada con la interpretación, así que la dejó para el final, faltando sólo 15 minutos para terminar la sesión de grabación. 
Lennon estaba resfriado en ese momento, por lo cual bebía leche y comía caramelos para suavizar su garganta. Los efectos de la tos en su voz pueden escucharse en la grabación.
Se grabaron dos tomas, de las cuales la primera fue la utilizada en el álbum. George Martin dijo: «Traté de hacer una segunda grabación (...) pero John se había quedado sin voz».

#### Lanzamiento y rendimiento en listas musicales
La versión fue publicada como sencillo en los Estados Unidos el 2 de marzo de 1964, con «There's a Place» en la cara B, por el subsello discográfico Tollie, de Vee-Jay Records. En las listas de éxitos alcanzó el segundo puesto el 4 de abril de 1964, la semana en que los primeros cinco puestos del Top-Ten fueron ocupados por canciones de The Beatles.

#### En directo
«Twist and Shout» fue una de las canciones más interpretadas en directo por el grupo. La tocaron en casi todos los conciertos celebrados en las diferentes giras que hicieron entre 1962 y 1965, casi siempre como apertura de los conciertos. A partir de agosto de 1965 ya no se la incluyó en el repertorio en directo.

#### Apariciones en otros medios
- En Argentina es la cortina musical oficial de los programas Videomatch y Showmatch, ambos parte de una franquicia televisiva conducida y producida por el presentador de televisión, dirigente deportivo y empresario argentino Marcelo Tinelli.
- En Chile, lo usa como tema central del sketch "4to Medio", del programa de humor chileno Jappening con ja.
- En Paraguay también fue la cortina musical del programa televisivo denominado Miradas al detalle, emitido por Unicanal.

#### Créditos
Las personas que intervinieron en la grabación de la canción fueron las siguientes:
The Beatles
- John Lennon – Voz principal, guitarra rítmica - Rickenbacker 325.
- Paul McCartney – Bajo eléctrico - Hofner 500/1, acompañamiento vocal.
- George Harrison – Guitarra líder - Gretsch Duo Jet, acompañamiento vocal.
- Ringo Starr – Batería Ludwig.

Equipo de producción
- George Martin – producción
- Norman Smith – ingeniería de sonido

### Versiones de otros artistas
- The Searchers, en su álbum Meet The Searchers, de 1963.
- The Mamas and the Papas, en su álbum Deliver, grabado en 1966 y publicado en 1967.[9]
- The Who, quienes tocaron esta canción en la Isla de Wight, en 1970.
- En el álbum de 1988 "The very best of The Kingsmen", de la banda estadounidense The Kingsmen, aparece una versión de estudio de esta canción.
- Salt-N-Pepa, en su segundo álbum A Salt with a Deadly Pepa (1988), hacen una versión en ritmo de rap.
- Tom Jones, en su álbum Tom Sings the Beatles, de 2007.[10]
- Bruce Springsteen & The E Street Band tocaron esta canción para cerrar su show de Chicago el 7 de septiembre de 2012, acompañados en el escenario por Eddie Vedder y  Tom Morello.
- Los Fabulosos Cadillacs en su álbum El ritmo mundial de 1988, la versionaron titulándola «Twist & gritos».
- Vianey Valdez, Los Rebeldes del Rock y Alejandra Guzmán, entre otros, grabaron versiones en español, con el nombre «Muévanse todos».
- Echo & the Bunnymen también versionó este clásico de todos los tiempos.